# Raión de Lutúgine
Raión de Lutúgine (en ucraniano: Лутугинський район) es un antiguo raión o distrito de Ucrania en el óblast de Lugansk hasta 2020. La capital fue la ciudad de Lutúgine.
Comprende una superficie de 1057 km².

## Demografía
Según estimación 2010 contaba con una población total de 71600 habitantes.

## Otros datos
El código KOATUU es . El código postal 92000 y el prefijo telefónico +380 6436.